# Nottingham Panthers
Die Nottingham Panthers sind ein 1946 gegründeter Eishockeyclub aus der Stadt Nottingham in England. Sie spielen in der britischen Elite Ice Hockey League. Die Spiele werden im National Ice Centre ausgetragen.
Die Panthers wurden 1956, 1989 und 2013 britischer Meister. Der Sieg 1956 in der British National League wird nicht bei allen Aufzählungen offiziell anerkannt. In den Spielzeiten 2007, 2011, 2012, 2013 und 2016 gewann die Mannschaft die Playoffs der EIHL.
In den Saisons 2003/04, 2007/08, 2009/10, 2010/11, 2011/12, 2012/13, 2013/14 und 2015/16 wurde der Club Challenge-Cup-Sieger. Außerdem nahm die Mannschaft 2004/05 und 2006/07 am IIHF Continental Cup teil, gewann diesen 2017.